# Ludwik Katyński
Ludwik Tadeusz Katyński (ur. 1864 w Wierzchosławicach koło Tarnowa, zm. w październiku 1915 w Bieczu) – lekarz polski, samorządowiec, burmistrz Biecza.

## Życiorys
Był synem Ignacego, zarządcy majątku ziemskiego w Błaszkowej. Gimnazjum ukończył w Tarnowie, studia lekarskie odbył na Uniwersytecie Jagiellońskim. Dyplom lekarza uzyskał w lutym 1891. Pozostał jeszcze rok w Krakowie, by jesienią 1892 osiedlić się na stałe w Bieczu i objąć tam niebawem posadę lekarza miejskiego (1893). Udzielał się we władzach lokalnych – od 1902 był zastępcą burmistrza, a w latach 1909–1913 burmistrzem Biecza, zasiadał też w Radzie Powiatowej w Gorlicach (1911–1914) oraz był zastępcą członka Wydziału Powiatowego.
Należał do Związku Lekarzy Galicji i Wielkiego Księstwa Krakowskiego. Zmarł w październiku 1915 w Bieczu, walcząc z epidemią tyfusu plamistego.